# NGC 7284
NGC 7284 est une vaste galaxie lenticulaire barrée située dans la constellation du Verseau. NGC 7284 a été découverte par l'astronome germano-britannique William Herschel en 1785. 
Sa vitesse par rapport au fond diffus cosmologique est de 4 372 ± 28 km/s, ce qui correspond à une distance de Hubble de 64,5 ± 4,5 Mpc (∼210 millions d'al).

## Une paire de galaxies en interaction
NGC 7284 forme une paire de galaxies en interaction gravitationnelle avec sa voisine NGC 7285. De leur interaction, une longue queue de marée s'étend vers le sud, sur près de 200 000 années-lumière. La paire figure dans l'atlas des galaxies particulières d'Halton Arp sous la cote Arp 93, comme exemple d'une galaxie spirale (NGC 7285) avec un compagnon elliptique. Cet ouvrage a été publié en 1966.  
Dans un article publié en1995, Soares et ses collègues, indiquent que NGC 7284 et NGC 7285 forment une paire de galaxies.  

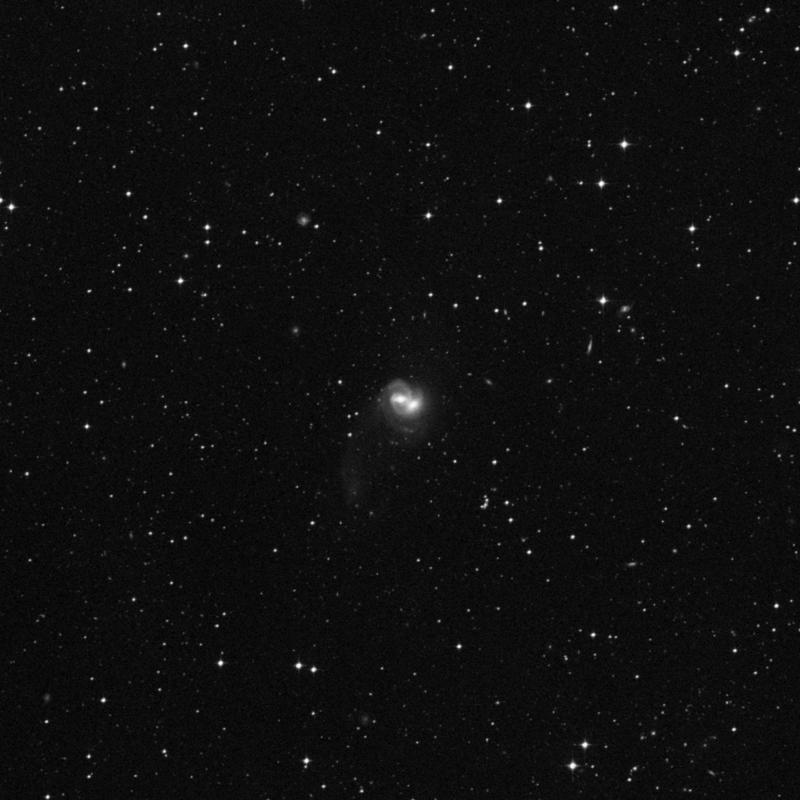
La paire de galaxies NGC 7284/5 imagée par un astronome amateur.

## Groupe de NGC 7285
Selon A. M. Garcia, NGC 7284 est membre du groupe de NGC 7285. Ce groupe de galaxies renferme au moins sept membres. Les autres galaxies du groupe sont NGC 7225, NGC 7252, NGC 7285 et trois autres galaxies du catalogue ESO.